# 코펙실
코펙실(Kopexil)은 미녹시딜과 유사한 탈모 치료제로, 아미넥실(Aminexil)이라는 상표로도 알려져있다.